# Enicospilus nigribasalis
Enicospilus nigribasalis là một loài tò vò trong họ Ichneumonidae.